# Nationale Portefeuillemaatschappij

De Nationale Portefeuillemaatschappij, afgekort NPM (Frans: Compagnie Nationale à Portefeuille, afgekort CNP) is een Belgische holding die door de familie Frère wordt gecontroleerd. De hoofdzetel bevindt zich in Gerpinnes, waar ook andere bedrijven van het Frère-imperium gevestigd zijn.

## Activiteiten
De Nationale Portefeuillemaatschappij werd door Albert Frère beheerd. Via een paar niet beursgenoteerde tussenholdings heeft NPM samen met Power Financial Corporation van de Canadese familie Desmarais een gedeelde controle over de holding Groupe Bruxelles Lambert (GBL).
De NPM heeft belangen in de Italiaanse koffiemachine- en capsuleproducent Caffitaly, de Franse specialist in aardobservatiegegevens CLS, de leverancier van ingenieursdiensten Akka Technologies, de Franse bouwpuinverwerker ECT, de Franse koolstofvezelrecyclagegroep Fairmat en het Britse onlineplatform voor tweedehandswagens Cazoo.

### Voormalige participaties
| Participatie                                         | Land                | Activiteiten                    | Van  | Aandeel | Gekocht van                                   | Tot  | Aandeel | Verkocht aan                                 |
| ---------------------------------------------------- | ------------------- | ------------------------------- | ---- | ------- | --------------------------------------------- | ---- | ------- | -------------------------------------------- |
| Saint Louis Sucre                                    | Frankrijk           | suikergroep                     | 2000 |         | Worms & Cie                                   | 2001 | 100%    | Südzucker (via Tiense Suikerraffinaderij)    |
| Mass Transit Media                                   | België              | mediagroep                      | 2000 |         | oprichting                                    | 2001 |         | Concentra                                    |
| Interwaffles                                         | België              | wafelbakkerij                   | 1998 | 50%     | oprichting                                    | 2002 | 50%     | Lotus Bakeries                               |
| Acide Carbonique Pur                                 | België              | kooldioxide in bulk en flessen  |      |         |                                               | 2002 | 28,3%   | familie de Murga                             |
| Lotus Bakeries                                       | België              | koekjesproducent                | 2002 | 6,5%    | ?                                             | 2002 | 6,5%    | Bisinvest (families Boone en Stevens)        |
| Palais du Vin                                        | België              | wijngroothandel                 |      |         |                                               | 2002 |         | PHD France-Bertrand de Tavernay              |
| Hélio Charleroi                                      | België              | drukkerij                       |      |         |                                               | 2002 | 50%     | Quebecor World                               |
| Dupuis                                               | België              | stripuitgeverij                 | 1985 | 100%    | familie Dupuis                                | 2004 | 100%    | Média-Participations                         |
| Joseph                                               | Verenigd Koninkrijk | luxekledinggroep                | 1999 | 54%     | Joseph Ettedgui                               | 2005 | 58%     | Onward Kashiyama                             |
| Taittinger                                           | Frankrijk           | champagnehuis                   | 2001 | 10,7%   | familie Taittinger                            | 2005 | 25%     | Starwood Capital                             |
| Société du Louvre                                    | Frankrijk           | hotel- en luxeholding           | 2001 | 11,4%   | familie Taittinger                            | 2005 | 15,6%   | Starwood Capital                             |
| GIB Group                                            | België              | holding (50% van Quick)         | 2002 | 11,85%  | Wyser-Pratte & Co en Franklin Mutual Advisors | 2006 |         | CDC Capital Investissement                   |
| Iberdrola                                            | Spanje              | energiegroep                    | 2007 | 2%      | kapitaalverhoging                             |      |         |                                              |
| IRIS                                                 | België              | documentherkennings- specialist | 2007 | 6,15%   | kapitaalverhoging                             | 2009 |         | Canon                                        |
| Go Voyages                                           | Frankrijk           | touroperator                    | 2007 |         |                                               | 2010 |         | AXA Private Equity e.a.                      |
| Entremont                                            | Frankrijk           | kaasgroep                       | 1999 | 75%     | Sanofi-Synthélabo en familie Entremont        | 2010 | 63,5%   | Sodiaal                                      |
| Tikehau Capital Advisors                             | Frankrijk           | vermogensbeheerder              | 2006 | 50%     | kapitaalverhoging                             | 2010 | 47,5%   | management                                   |
| IJsboerke                                            | België              | roomijsproducent                | 1997 | 100%    | familiale aandeelhouders                      | 2013 | 100%    | Glacio                                       |
| Trasys                                               | België              | IT-groep                        | 2006 |         | Suez                                          | 2015 |         | NRB (Ethias)                                 |
| Groupe Flo                                           | Frankrijk           | restaurantgroep                 | 2005 |         | familie Bucher en Butler Capital Partners     | 2017 |         | Groupe Bertrand                              |
| Banca Leonardo                                       | Italië              | zakenbank                       | 2006 | 20%     | kapitaalverhoging                             | 2017 | 18,3%   | Indosuez Wealth Management (Crédit Agricole) |
| Distriplus                                           | België              | holding                         | 2007 | 50%     | oprichting                                    | 2018 | 50%     | Groupe J. Bogart                             |
| AOT Energy (voorheen Transcor)                       | Zwitserland         | energytrader                    | 1947 | 100%    | oprichting door Albert Frère                  | 2019 | 100%    | ArrowMetals                                  |
| International Duty Free (voorheen Belgian Sky Shops) | België              | luchthavenwinkelketen           |      |         |                                               | 2019 | 100%    | Lagardère                                    |
| M6                                                   | Frankrijk           | televisiezender                 | 5%   | 2006    | Suez                                          | 5%   | 2022    | institutionele beleggers                     |

Enkele belangen (GIB Group, IRIS, Groupe Flo, Distriplus) deelde de NPM met de holding Ackermans & van Haaren.

## Geschiedenis
In maart 2011 deden de familie Frère en de Franse bank BNP Paribas een bod van 1,5 miljard voor 27,8% van de aandelen van de Nationale Portefeuillemaatschappij die ze nog niet in bezit hadden. Het bod werd via het bedrijf Fingen, dat voor 53% in bezit is van de Frère-familie en voor het andere deel van BNP Paribas is, gedaan. Op 2 mei 2011 werd de Nationale Portefeuillemaatschappij teruggehaald van de beurs na goedkeuring van de aandeelhouders van Fingen.
In 2018 overleed Albert Frère. Zijn imperium kwam vervolgens in handen van zijn kinderen Gérald en Ségolène. De tak rond Gérald kreeg de controle over 75% van de NPM en 25% van de GBL en de tak rond Ségolène 75% van de GBL en 25% van de NPM.